# Osmia (journal)
Pour les articles homonymes, voir Osmia.
 (juin 2022).

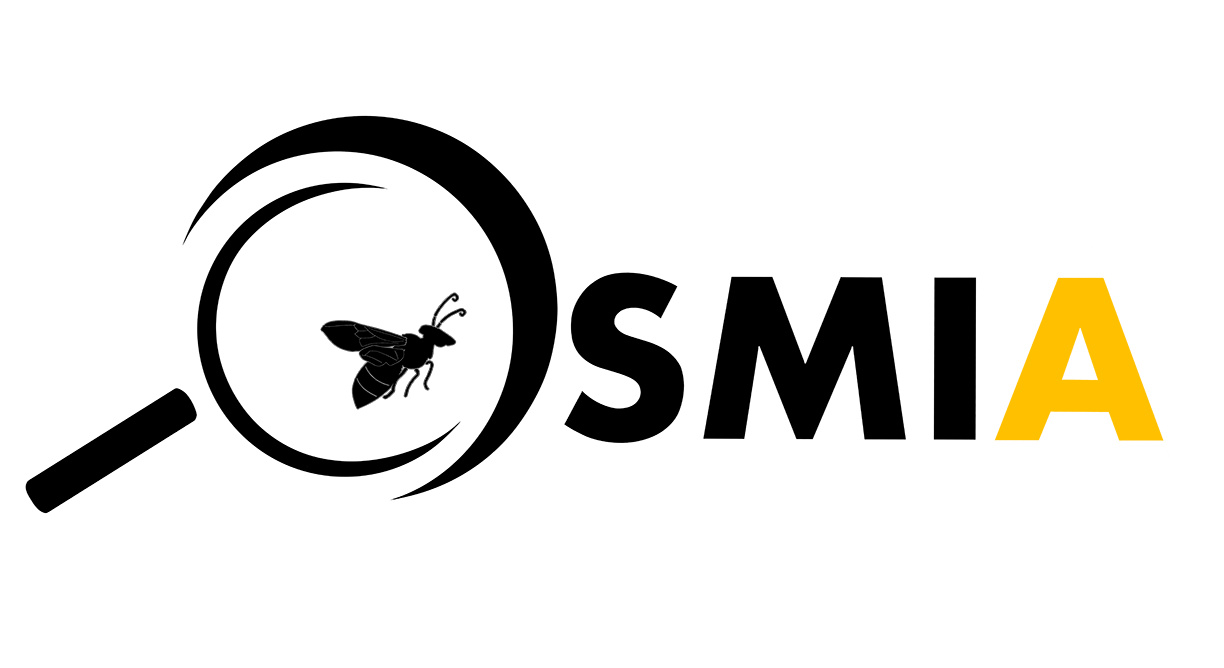
Logo de la revue Osmia

Osmia {{}} est une revue scientifique publiée en français et anglais consacrée à la recherche sur les hyménoptères depuis 2007,. Elle est éditée par l'Observatoire des abeilles, association loi de 1901 qui vise à étudier et protéger les abeilles sauvages,. Les articles sont revus par les pairs et disponibles en ligne en libre accès, sous licence libre CC BY 4.0.

## Historique
Le premier volume est publié en 2007 sous la direction de Nicolas Vereecken (aujourd'hui professeur à l'université libre de Bruxelles), premier rédacteur en chef, qui anime la revue jusqu'en 2012,. Osmia n'est alors destinée à accueillir que des articles sur les Apoidea (abeilles et sphéciformes). Un numéro paraît chaque année, sauf en 2011. La revue subit ensuite une interruption de publication avant qu'une nouvelle équipe se constitue en 2016 autour de Benoît Geslin (maître de conférences en écologie à l'université d'Aix-Marseille), rédacteur en chef depuis lors. Elle est alors publiée tous les deux ans (2016, 2018) avant de prendre un rythme annuel à partir de 2020,. En 2020, une publication « à l'article » est adoptée et le site internet actuel est mis en place, ainsi que de nouveaux outils de référencement,. En 2021, la décision est prise d'élargir la revue à l'ensemble des hyménoptères,.

## Mise à disposition
Initialement mise en ligne sur le site web personnel (aujourd'hui disparu) du premier rédacteur en chef, elle a ensuite été hébergée par l'association qui l'édite, l'Observatoire des abeilles, sur son site internet. En 2020, le choix est fait de produire un site dédié. L'ensemble des frais est pris en charge par l'Observatoire des abeilles. La revue est gratuite pour les auteurs et pour les lecteurs.

## Validité des descriptions de taxons
La revue suit les règles et recommandations de la Commission internationale de nomenclature zoologique. Les descriptions de taxons y sont valides.

## Référencement et indexation
La revue est référencée par Crossref, Zoobank, HAL, Zenodo, OpenAIRE, Google Scholar et Web of Science (Clarivate) et Zoological Record.